# Klintgraven
Klintgraven är en sjö i Umeå kommun i Västerbotten och ingår i Dalkarlsån-Sävaråns kustområde. Klintgraven ligger i Holmöarna Natura 2000-område.